# Креснешень (Молдова)
Креснешень (рум. Crăsnășeni) — село у Теленештському районі Молдови. Утворює окрему комуну.

## Населення
За даними перепису населення 2004 року у селі проживали 1298 осіб.
Національний склад населення села:
| Національність       | Кількість осіб | Відсоток   |
| -------------------- | -------------- | ---------- |
| молдавани румуни     | 1274 17        | 98,2% 1,3% |
| українці             | 4              | 0,3%       |
| росіяни              | 2              | 0,2%       |
| інша / без відповіді | 1              | 0,1%       |
| Всього               | 1298           | 100%       |